# كوري هنري
كوري هنري (بالإنجليزية: Cory Henry)‏ هو كاتب أغاني أمريكي، ولد في 27 فبراير 1987 في بروكلين في الولايات المتحدة.

## وصلات خارجية
- كوري هنري على موقع ميوزك برينز (الإنجليزية)
- كوري هنري على موقع أول ميوزيك (الإنجليزية)
- كوري هنري على موقع ديسكوغز (الإنجليزية)

- الموقع الرسمي